# Peridomicilio

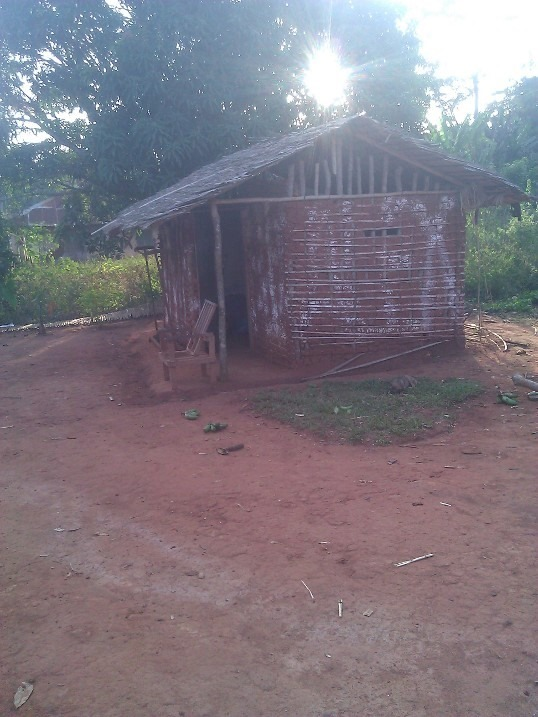
Ejemplo de una vivienda con peridomicilio en continuidad con el área silvestre

El peridomicilio o área peridomiciliaria se define como el espacio geográfico que rodea a una vivienda humana, ya sea de forma individual o colectiva. El concepto de peridomicilio es diverso y dinámico, cuya conformación depende de  la región, la diversidad, el clima y la cultura de las personas que lo habitan. Por lo general incluye un patio, construcciones anexas no contiguas al hogar y otro tipo de refugios (tablas, árboles, etc) situados dentro del área de actividad humana. Esta área puede contar con una delimitación (cerca, reja, etc.) o no, en cuyo caso se encuentra contiguo al área silvestre. El peridomicilio tiene importancia para la epidemiología y la salud pública, ya que los elementos que allí se encuentran pueden actuar como refugio para animales vectores de enfermedades tanto para el hombre como para sus mascotas, como ratones, ratas, vinchucas, mosquitos, etc, que promueven la circulación de patógenos zoonóticos endémicos, emergentes y reemergentes.

## Anexos del peridomicilio
Los anexos del peridomicilio pueden ser construcciones anexas al domicilio que pueder o no ser cubiertas (depósitos, corrales, gallineros, huertas, etc), o simplemente acumulaciones de materiales como montones de ladrillos, tejas o madera. Las vallas o cercas que delimitan el peridomicilio, cuando presentes, también puede ser considerado como un tipo de anexo.

## Enfermedades asociadas al peridomicilio
Entre las enfermedades asociadas al peridomicilio se encuentran: la enfermedad de Chagas, la leishmaniasis, las rickettsiosis, erliquiosis, anaplasmosis, borreliosis (enfermedad de Lyme), leptospirosis, diversas arbovirosis, la toxoplasmosis y las parasitosis gastrointestinales. Entre las enfermedades causadas por virus que pueden transmitirse en el peridomicilio se encuentran el Hantavirus, enfermedad por el virus Ebola, SARS, entre otros.

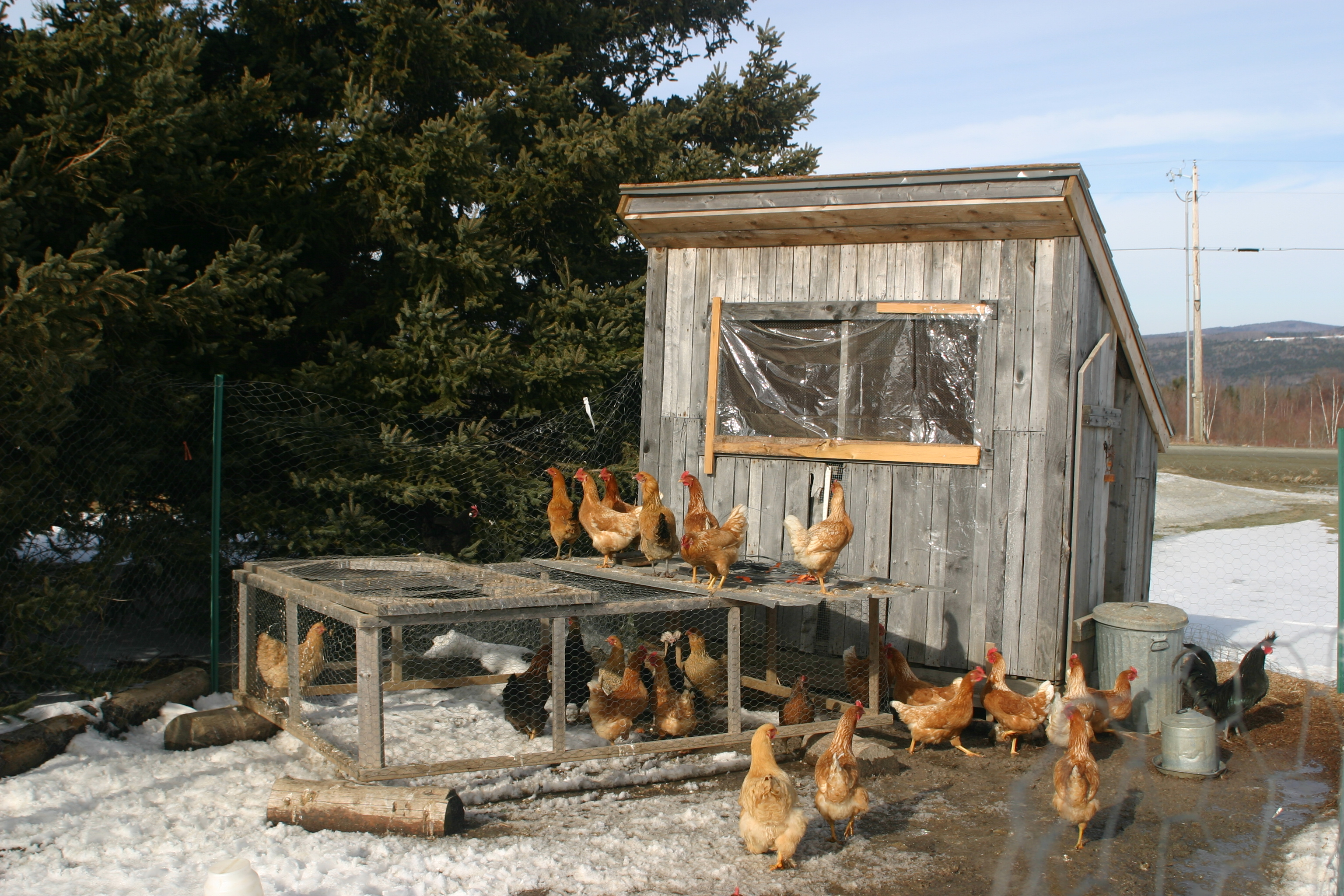
Ejemplo de anexo del peridomicilio: gallinero